# هوسياتين
هوسياتين (Гусятин) هي بلدة من النمط المدني في محافظة تيرنوبيل في أوكرانيا.
يبلغ عدد سكانها حوالي 6480 نسمة.